# Зіркомох плавуноподібний
Зіркомох плавуноподібний (Mnium lycopodioides) — вид мохів порядку головмохальних (Bryales).

## Поширення
Ареал охоплює такі частини світу: Європа, Північна Америка, Азія.
Населяє затінені, часто вапнякові скелі, береги вздовж струмків, основи дерев, колоди; від низьких до високих висот.

## Характеристика

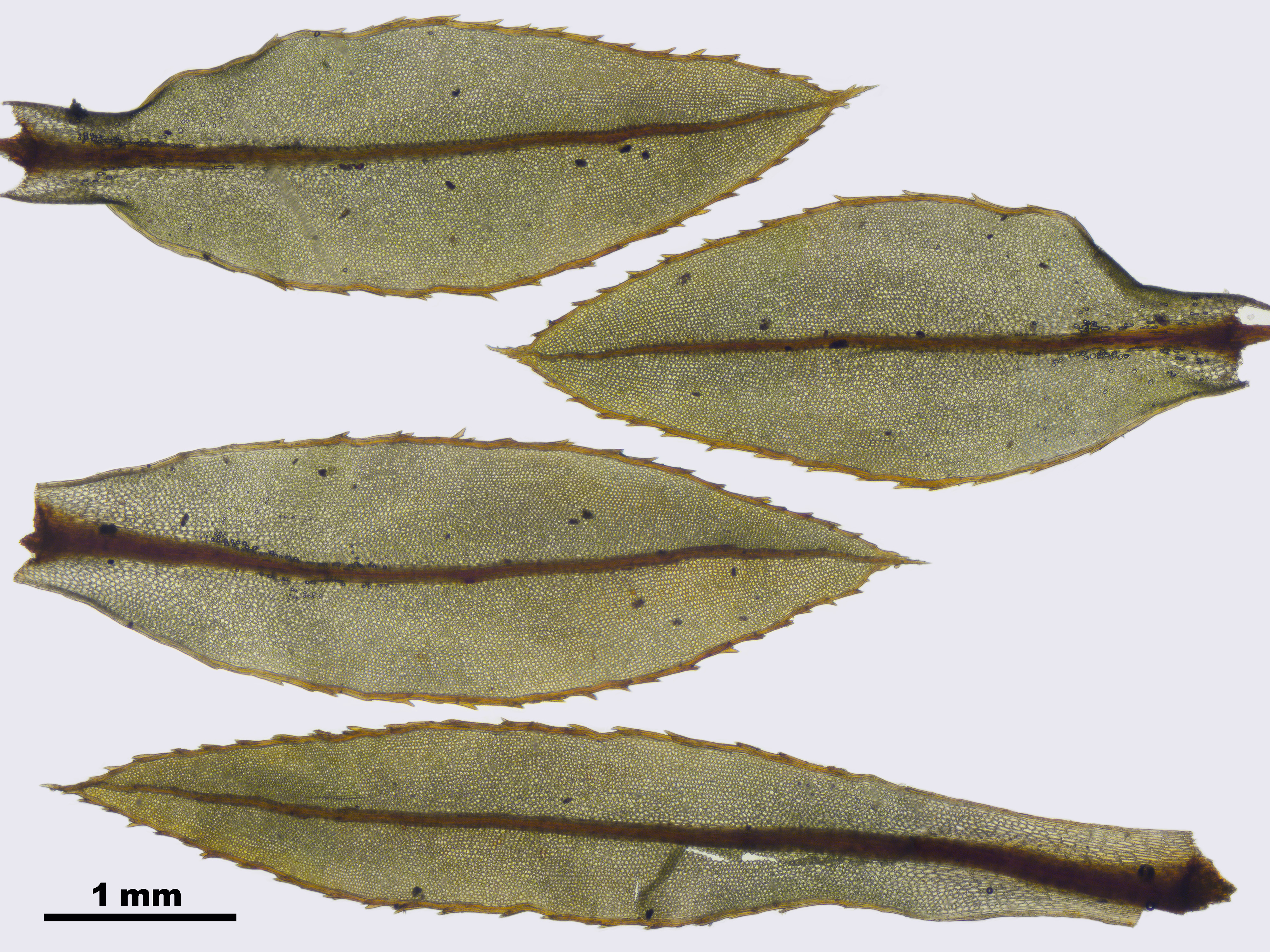

Рослини (1)2–4(7) см. Стебла червоні, коричневі або іноді жовтувато-коричневі. Листки від зеленого до темно-зеленого, в сухому стані зігнуті і скручені, вузько-еліптичні, яйцювато-еліптичні або яйцювато-видовжені, 3–4(6.5) мм; краї червонувато-коричневі, 2-шаруваті, зубчасті до нижньої середини листа, зубці попарні або іноді поодинокі біля верхівки, довгі, гострі, іноді короткі та тупі; верхівка гостра, округло-гостра чи тупа. Вид дводомний. Коробочка жовтувата чи жовто-бура, 2.5–6(7) мм. Спори 19–30 мкм.